# Юленурме (волость)
Ю́ленурме (ест. Ülenurme vald) — волость в Естонії, одиниця самоврядування в повіті Тартумаа з 1 листопада 1990 по 21 жовтня 2017 року.

## Географічні дані
Площа волості — 86,3 км2, чисельність населення на 1 січня 2017 року становила 7380 осіб.

## Населені пункти
Адміністративний центр — селище Юленурме.
На території волості розташовувалися:
4 селища (alevik): Кюлітсе (Külitse), Ряні (Räni), Тирванді (Tõrvandi), Юленурме (Ülenurme);
10 сіл (küla): Иссу (Õssu), Лаане (Laane), Лемматсі (Lemmatsi), Лепіку (Lepiku), Ляті (Läti), Реола (Reola), Сойнасте (Soinaste), Соосілла (Soosilla), Тясвере (Täsvere), Угті (Uhti).

## Історія
1 листопада 1990 року Юленурмеська сільська рада перетворена у волость зі статусом самоврядування.
22 червня 2017 року Уряд Естонії постановою № 101 затвердив утворення нової адміністративної одиниці шляхом злиття самоврядувань Камб'я та Юленурме, визначивши назву нового муніципалітету як волость Камб'я. Волосна рада Юленурме, не бажаючи добровільно об'єднуватися, оскаржувала примусове злиття у Верховному суді, проте судова колегія конституційного нагляду залишила рішення Уряду без змін. Об'єднання волостей набрало чинності 21 жовтня 2017 року після оголошення результатів виборів до волосної ради нового самоврядування. Волость Юленурме вилучена з «Переліку адміністративних одиниць на території Естонії».